# Jorge Gordillo
Jorge Manuel Gordillo (27 de enero de 1962, Buenos Aires) es un exfutbolista argentino. Jugó de lateral derecho en River Plate y en Independiente de la Primera División de Argentina. 
Como entrenador, dirigió interinamente a River por la destitución de su antiguo entrenador, Daniel Passarella. También tiene una larga experiencia en las divisiones inferiores del club millonario.

## Clubes
| Club          | País      | Año       |
| ------------- | --------- | --------- |
| River Plate   | Argentina | 1981-1992 |
| Independiente | Argentina | 1992-1995 |

## Palmarés

### Campeonatos nacionales
| Título           | Club          | País      | Año     |
| ---------------- | ------------- | --------- | ------- |
| Primera División | River Plate   | Argentina | N-1981  |
| Primera División | River Plate   | Argentina | 1985/86 |
| Primera División | River Plate   | Argentina | 1989/90 |
| Primera División | River Plate   | Argentina | A-1991  |
| Primera División | Independiente | Argentina | C-1994  |

### Campeonatos internacionales
| Título                 | Club          | Sede         | Año  |
| ---------------------- | ------------- | ------------ | ---- |
| Copa Libertadores      | River Plate   | Buenos Aires | 1986 |
| Copa Intercontinental  | River Plate   | Tokio        | 1986 |
| Supercopa Sudamericana | Independiente | Avellaneda   | 1994 |
| Recopa Sudamericana    | Independiente | Tokio        | 1995 |